# جک دانکلیف
جک دانکلیف (انگلیسی: Jack Duncliffe؛ زادهٔ ۱۷ سپتامبر ۱۹۴۷) بازیکن فوتبال اهل بریتانیا است.
از باشگاه‌هایی که در آن بازی کرده‌است می‌توان به باشگاه فوتبال گریمزبی تاون اشاره کرد.